# 1949年太子港萬國博覽會
太子港二百周年紀念國際博覽會，是1949年在海地首都太子港舉行的世界博覽會，以紀念該市成立200周年。由1949年12月1日開放至1950年7月1日。

## 創造
1949年海地總統迪馬瑟·埃斯蒂梅主張舉辦一個博覽會，向其他國家展示海地文化並鼓勵旅遊業，並承諾為該專案提供100萬美元（當時幾乎占海地年度預算的四分之三）。
在博覽會舉行前戈納夫灣已被清理乾淨，周圍環繞著花園、公園和高大的棕櫚樹。
本屆世博會使太子港成為美洲的文化之都，將海地推上了世界舞臺。

## 開放
開幕式舉行了兩次：第一次於1949年12月8日舉行，第二次於1950年2月12日舉行。
在第一次開幕式有美國總統杜魯門的賀電，美國士兵和海軍陸戰隊以及美國空軍中隊的閱兵式從頭頂飛過，國家展覽和娛樂區開放。在第二次開幕式上，國際館和官方館都開放了。展品來自阿根廷、古巴、法國、瓜地馬拉、義大利、墨西哥和委內瑞拉，梵蒂岡城提供了一個教堂。

## 歐洲
- 法國
- 西班牙
- 義大利
- 比利時
- 聖馬利諾
- 梵蒂岡

## 亞洲
- 叙利亞
- 黎巴嫩
- 巴勒斯坦

## 美洲
- 加拿大
- 美國
- 委內瑞拉
- 墨西哥
- 阿根廷
- 瓜地馬拉
- 智利
- 波多黎各
- 古巴
- 牙買加

## 國際組織
- 聯合國
- 美洲國家組織

## 閉幕後
博覽會結束后，許多展館被用於海地政府大樓。海地館被改建為立法議會大樓，瓜地馬拉館成為海地紅十字會的所在地，梵蒂岡館成為一座教堂。2010年海地地震摧毀了海地的許多建築物，包括立法大樓、紅十字會和郵局在內的大部分世博會建築。
海地政府組織這次世博會的估計費用為4,000,000 美元，最終達到26,000,000美元，其中10,000,000美元是不合理的。這一醜聞引發了強烈的批評。